# Statfold
Statfold var en civil parish fram till 1934 när den uppgick i Thorpe Constantine, i grevskapet Staffordshire i England. Civil parish var belägen 4 km från Tamworth och hade 55 invånare år 1931.